# Heinrich Burghard I. von Pappenheim
Heinrich Burghard I. von Pappenheim (* 15. Jahrhundert; † 24. Februar 1547
in Pappenheim) war Landvogt des Fürststifts Kempten in Bayern.

## Leben
Burghard war der Sohn des Alexander von Pappenheim (1435–1511) und Barbara von Ellerbach. Um das Jahr 1539 wurde er Landvogt des Fürststifts Kempten. Er führte die Zweiglinie der Pappenheimer zu Grönenbach fort. Der mit Anna von Hürnheim († 5. Mai 1567) vermählte Heinrich Burghard verstarb im Jahr 1547 in Pappenheim. Ein Bild oberhalb der Empore in der Schlosskirche zu Pappenheim enthält folgende Inschrift:

„Anno Domini 1547 den 24 februarij / als an dem don(n)erstag / vor Inuocauit / starb der Edel herr hainrich Burckharth zu Bappenheim deß hailigen Röm: / Reychs Erbmarschalck ~~ zu nacht zwischen 9 vnnd 10 vren“

## Nachkommen
- Heinrich XIII. († 1590) ⚭ Margareta von Pappenheim-Treuchtlingen († 23. November 1576) ⚭ Cäcilia von Seyboldsdorff († 3. April 1587) ⚭ Ursula von Schaumberg (8. August 1612)
- Alexander II. (* 1530; † 1612) ⚭ Margareta von Syrgenstein
- Barbara ⚭ Dionys von Schellenberg